# 库尔瑟鲁瓦
库尔瑟鲁瓦（法語：Courceroy，法語發音：[kuʁsəʁwa]）是法国奥布省的一个市镇，属于塞纳河畔诺让区。

## 地理
库尔瑟鲁瓦（48°27'52"N, 3°24'50"E）面积6.69 平方千米，位于法国大東部大區奥布省，该省份为法国中北部省份，北起马恩省，西接塞纳-马恩省，西南至约讷省，东南至科多尔省，东临上马恩省。
与库尔瑟鲁瓦接壤的市镇（或旧市镇、城区）包括：居默里、拉莫特蒂利、塞纳河畔维利耶。

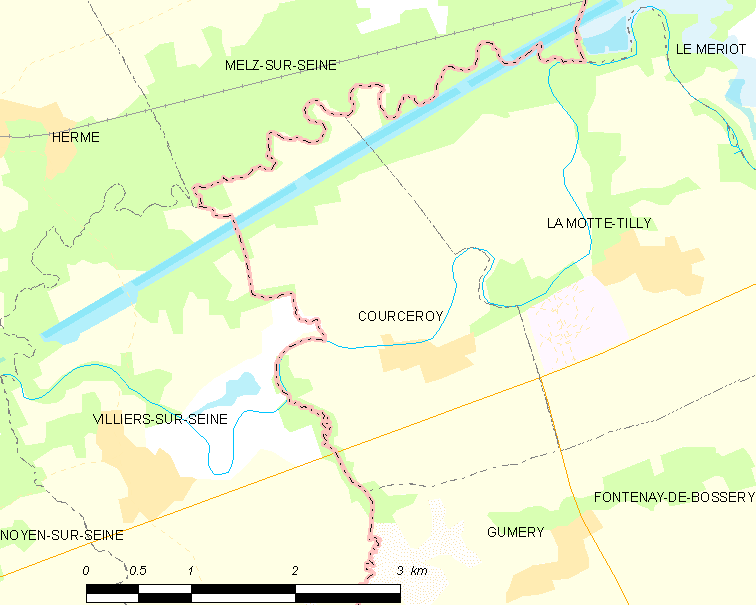
库尔瑟鲁瓦的OSM定位图

库尔瑟鲁瓦的时区为UTC+01:00、UTC+02:00（夏令时）。

## 行政
库尔瑟鲁瓦的邮政编码为10400，INSEE市镇编码为10106。

## 政治
库尔瑟鲁瓦所属的省级选区为塞纳河畔诺让县。

## 人口

1962-2008年间库尔瑟鲁瓦人口变化图示

库尔瑟鲁瓦于2022年1月1日时的人口数量为147人。